# Kukla Band
Kukla Band — orkiestra (właściwie big-band) pod dyrekcją Zygmunta Kukli.

## Historia
Początki istnienia orkiestry Kukla Band sięgają roku 1989, kiedy Zygmunt Kukla jako student Akademii Muzycznej w Katowicach grał pierwsze koncerty i brał udział w programach telewizyjnych z pierwszym składem orkiestry, który stanowili głównie koledzy ze studiów. Wiosną 1999 Kukla nawiązał współpracę z managerem i agentem koncertowym — Wojciechem Wałcerzem i agencją Wege Art. Od tego czasu orkiestra na stałe wkomponowała się w pejzaż polskiej muzyki rozrywkowej.

## Imprezy i koncerty
- Gala Filmowa „Złote Kaczki 2009”;
- Krajowy Festiwal Piosenki Polskiej w Opolu –(lata 1999–2007);
- Festiwal Piosenki – Sopot – (lata 2002–2004);
- Gala Nagrody TV – „Wiktory” – (lata 1999–2004);
- Gala Godła „Teraz Polska” – lata 2001–2003);
- Gala Nagrody „Polskie Orły” –  (2001, 2003);
- Gala „Przeglądu Sportowego” – plebiscyt 10 najlepszych sportowców – (lata 2005–2007);
- Gala „VIVA Najpiękniejsi” (TVP 2) –  (lata 2005, 2006, 2008, 2013);
- Gala Siatkarska – "Siatkarskie Plusy 2007" – (Polsat Sport);
- Festiwal „Piknik Country 2010, 2011”  Koncert Galowy (Polsat);
- Koncerty monograficzne dla TVP (recital Ewy Bem, Ireny Santor, Krzysztofa Krawczyka);
- Sylwester Miejski w Warszawie 2007/2008 (TVN);
- 15 lat Fundacji Polsat (2011) — Teatr Wielki;
- 20 lat telewizji Polsat (2012) — Teatr Wielki;
- widowisko telewizyjne Zakochany Mickiewicz (2021)[1].2023- KFPP Opole 2023

Kierownictwo muzyczne programu „Twoja twarz brzmi znajomo” sprawuje Zygmunt Kukla, a Kukla Band bierze udział w nagraniach całej oprawy muzycznej tego programu.
Orkiestra brała i bierze też udział w imprezach okolicznościowo-bankietowych; do najważniejszych zaliczyć można:
- Bal Prezydencki w Teatrze Wielkim (2008)
- Finał Plebiscytu Auto Roku[którego?]
- Finał Wyboru Manager Roku[którego?]
- Bal Europejskiej Arystokracji (Bal Debiutantów) w Teatrze Wielkim, na Zamku Królewskim w Warszawie oraz w Operze Krakowskiej (2001, 2004, 2006, 2008, 2010, 2012)
- Bal Sylwestrowy w Hotelu Sheraton w Warszawie (5 razy), w Hotelu Gołębiewski w Mikołajkach, czy też wesele na Zamku w Malborku.

## Nagrania
Orkiestra uczestniczyła w nagraniach dla potrzeb radia oraz form fonograficznych. Płyty nagrane z udziałem orkiestry Kukla Band:
- ONA i ON — Duety Miłosne – 2005 r. z udziałem znanych aktorów;
- ONA i ON 2 — 2006 r. z udziałem aktorów i piosenkarzy;
- ZAKOCHAJ SIĘ W WARSZAWIE — 2007 r. – piosenki o Warszawie w wykonaniu czołowych polskich wokalistów.